# Aremonia
Aremonia
Genre
Classification APG III (2009)
Synonymes
- Amonia Nestl. (1816)
- Sestinia Raf. (1814), nom. superfl.

Aremonia est un genre de plantes à fleurs de la famille des Rosacées.

## Espèces
Selon Catalogue of Life (04 novembre 2024), ce genre comporte une seule espèce : Aremonia agrimonioides (L.) Neck. 1825, communément appelée Arémoine fausse-aigremoine

## Parasites
- Insectes mineurs
  - Agromyza idaeiana
  - Fenella nigrita
  - Stigmella aurella
- Champignons
  - Podosphaera aphanis
  - Pucciniastrum agrimoniae
  - Ramularia agrimoniae
  - Ramularia aremoniae
- Autres parasites
  - Cecidophyes malifoliae[2].